# Domingo Pérez Cáceres
Domingo Pérez Cáceres (10 novembre 1892, Güímar (Tenerife, Îles Canaries, Espagne) - 1er août 1961, San Cristóbal de La Laguna, Tenerife) a été l'un des évêques les plus importants de l'histoire des îles Canaries, étant bien connu pour son aide aux pauvres dans les Canaries (il était connu comme l'« évêque des pauvres ») qu'il soutenait financièrement, et pour ses diverses charges dans l'Église catholique.
Il est l'initiateur de la construction de la basilique de la Vierge de la Candelaria, patronne des îles Canaries. Il a également été le premier et le seul évêque né à Tenerife qui a gouverné son diocèse natal, le diocèse de San Cristóbal de La Laguna, appelé également diocèse de Tenerife ou diocèse Nivariense.

## Biographie
Il est né le 10 novembre 1892 à Güímar (Tenerife). Après avoir étudié au grand séminaire de Tenerife, il occupa de nombreux postes importants, y compris celui de recteur de la ville de Güímar et doyen de la cathédrale de La Laguna. Le 21 septembre 1916, Nicolás Rey y Redondo le nomme vicaire général de son diocèse, poste qu'il a occupé pendant douze ans. Le 21 septembre 1947 Don Domingo a été consacré évêque de Tenerife par le pape Pie XII. Il était le huitième évêque de Tenerife.
Il a ensuite été nommé Hijo predilecto de Güímar et de la province de Santa Cruz de Tenerife. Il a également été nommé fils adoptif des municipalités du diocèse de San Cristóbal de La Laguna, et fils adoptif de Los Realejos dans la même année.
Pérez Cáceres est décédé le 1er août 1961. Des centaines de télégrammes furent envoyés dans les îles Canaries et même d'autres régions d'Espagne. Il a été enterré dans la basilique de la Candelaria.